# PONPON
PONPON（6月3日 - ）は、日本の漫画家。男性。血液型はA型。主に成人向け漫画雑誌で作品を執筆している。また同人誌でも活動しており、個人サークルはっちゃけ荘名義で活動している。

## 作品リスト

### 単行本
1. 『Start up!』 （2006年10月10日[3]、コアマガジン〈ホットミルクコミックス223〉、ISBN 4-86252-062-6）
2. 『Positive!』 （2008年2月9日[3]、コアマガジン〈ホットミルクコミックス260〉、ISBN 978-4-86252-341-9）
3. 『ぼいトレ!』 （2009年9月10日[3]、コアマガジン〈ホットミルクコミックス304〉、ISBN 978-4-86252-690-8）
4. 『はいばねいしょん！』 （2011年8月10日[3]、コアマガジン〈ホットミルクコミックス353〉、ISBN 978-4-86436-127-9）
5. 『ふれっしゅ♡ラブミルク』 （2012年7月10日[3]、コアマガジン〈ホットミルクコミックス378〉、ISBN 978-4-86436-355-6）
6. 『絶対純情×欲求少女』 （2013年12月10日[3]、コアマガジン〈ホットミルクコミックス400〉、ISBN 978-4-86436-580-2）
7. 『ひめごとえっち♡』 （2017年12月28日[3]、コアマガジン〈ホットミルクコミックス443〉、ISBN 978-4-86653-135-9）